# دايهاتسو شارمان
دايهاتسو شارمان هي سيارة من صناعة دايهاتسو أنتجت في 1974 وتوقف إنتاجها في 1987.